# オマンコ (スカイ・フェレイラの曲)
オマンコ(Omanko)は、スカイ・フェレイラが2013年に発表した楽曲。彼女のデビュー・アルバム『ナイト・タイム、マイ・タイム』の6曲目として収録されているが、日本発売盤では未収録である。

## 楽曲

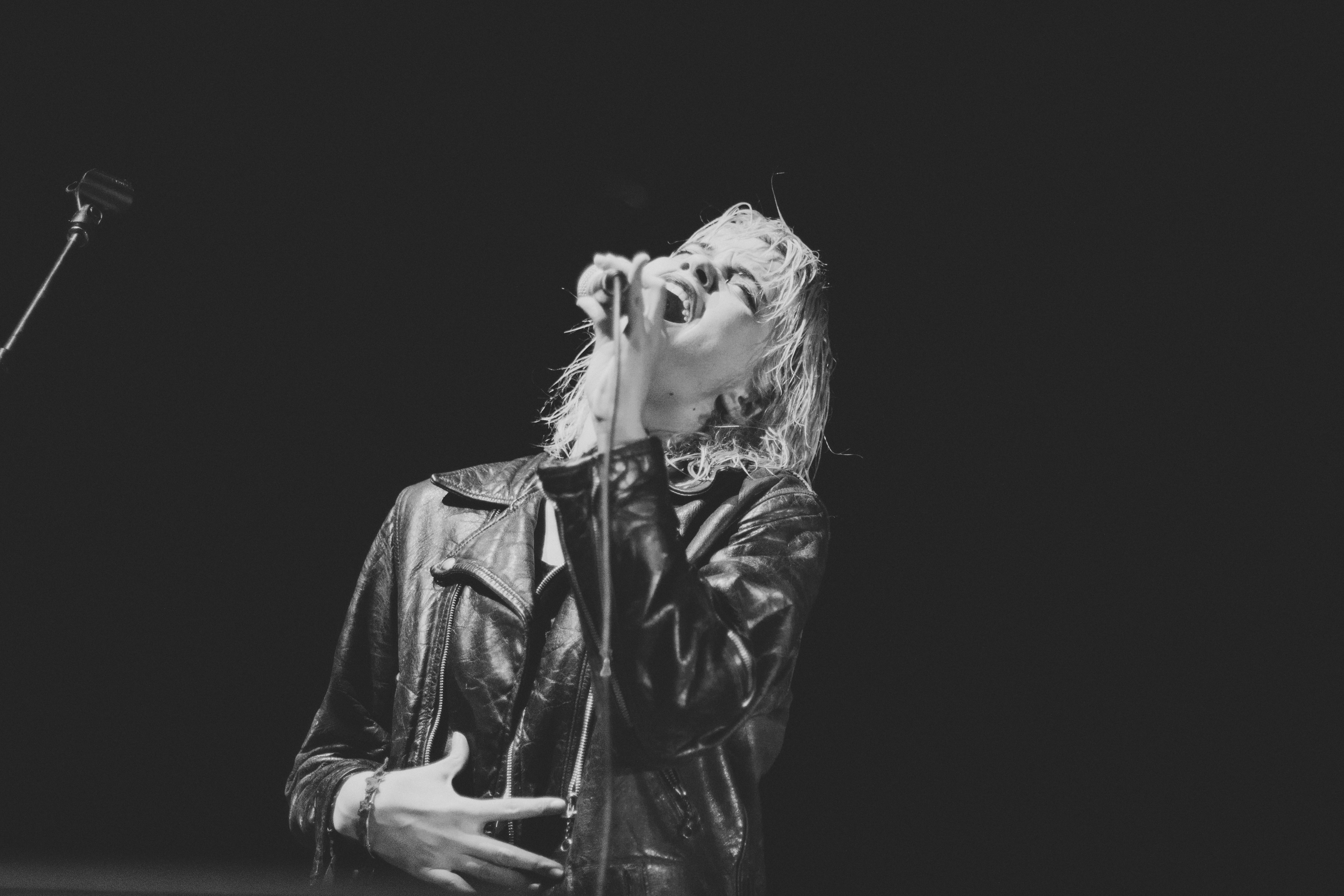
オマンコを歌うスカイ・フェレイラ

オマンコはクリスマスを題材とした楽曲である。タイトルの「オマンコ」とは、日本語の俗語で女性器を指す「まんこ」、あるいは性行為自体を意味する言葉である。歌詞は「日本の漫画を読んで、日本のオマンコを犯す。ああ日本の神よ」と始まり、本来の意義を離れオマンコ祭りとなった日本のクリスマスを揶揄したものであるが、彼女は「面白いと思っただけ」と話している。
アルバムの中でも異彩を放つギターのフィードバック音が鳴り響くサウンドについて、彼女は「スーサイドへのオマージュ」としている。この1970年代のアート・パンクを連想させる楽曲をニューヨーク・タイムズのジョン・キャラマニカは「退廃的なポスト・ニューエイジ」と、ステレオガムのトム・ブライエンは「スペースメン3のプレイング・ウィズ・ファイヤーをリメイクしようとしているスザンヌ・ヴェガ」と表現した。

## 製作

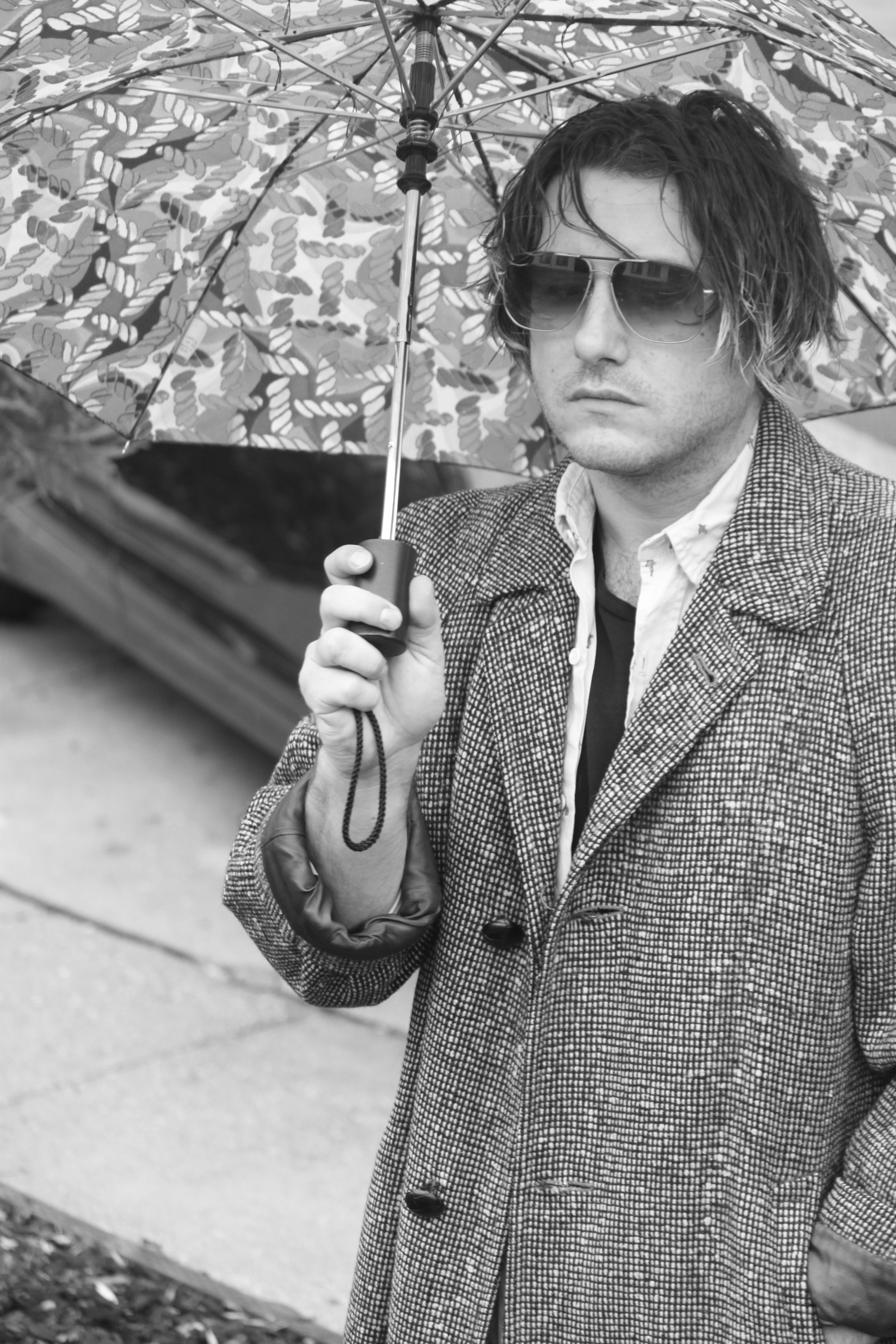
オマンコをプロデュースしたレイセン

オマンコの作曲者はスカイ・フェレイラ自身である。製作には、2008年に解散したヘヴィ・メタルバンド、ブラッドシンプルのニック・ロウがエディターとしてクレジットされている。また、バックトラックとプロデュースは、フェレイラが注目されるきっかけとなった『ゴーストEP』のプロデューサーでもあるジャスティン・レイセンが担当した。
- 作曲 / ボーカル
  - スカイ・フェレイラ
- エディター
  - ニック・ロウ
- アシスタント・エンジニア / アディショナル・ボーカル
  - ジェレミー・レイセン
- エンジニア / プロデュース / ベース / ギター / ドラムス / キーボード / ミックス / アディショナル・ボーカル
  - ジャスティン・レイセン

## ミュージックビデオ
オマンコのミュージックビデオは2014年のクリスマスにあわせて公開された。監督は当時の恋人でもあるダイヴのザッカリー・コール・スミスである。映像はホームビデオ風のローファイなもので、彼女の公演映像と日常風景を繋ぎ合わせたものとなっている。